# Süper Lig de 2001–02
A Süper Lig de 2001–02 foi a 44ª temporada do Campeonato Turco de Futebol. Foi a partir dessa temporada que a competição adotou a atual denominação Süper Lig (em português, Super Liga). O Galatasaray sagrou-se campeão após encerrar a competição 3 pontos à frente do vice-campeão, o arquirrival Fenerbahçe, impedindo-o de conquistar um bicampeonato consecutivo.
No que diz respeito à artilharia do campeonato, dois jogadores se destacaram: Arif Erdem e İlhan Mansız, atacantes de Galatasaray e Beşiktaş, respectivamente, marcando cada um 24 gols.
Por sua vez, Rizespor, Antalyaspor e Yozgatspor desempenharam as 3 piores campanhas do campeonato e acabaram rebaixados para a Segunda Divisão Turca ao final da temporada.

## Ranking da UEFA
Ao final da temporada 2000–01, a Turquia subiu da 11ª para a 7ª colocação no ranking de coeficientes da UEFA, o que garantiu ao país acesso a mais 2 vagas para a Copa da UEFA e, pela primeira vez na história, a entrada direta do clube vencedor do campeonato na Liga dos Campeões da UEFA a partir da fase de grupos, sem necessidade de disputar os playoffs.

## Participantes
| Clube          | Estádio                       | Capacidade |
| -------------- | ----------------------------- | ---------- |
| Ankaragücü     | Estádio 19 de Maio de Ancara  | 19 209     |
| Antalyaspor    | Akdeniz Üniversitesi Stadyumu | 7 083      |
| Beşiktaş       | Estádio İnönü de Beşiktaş     | 32 086     |
| Bursaspor      | Estádio Atatürk de Bursa      | 18 517     |
| Denizlispor    | Estádio Atatürk de Denizli    | 15 427     |
| Diyarbakirspor | Diyarbakır Atatürk Stadyumu   | 12 963     |
| Fenerbahçe     | Estádio Şükrü Saraçoğlu       | 42 000     |
| Galatasaray    | Estádio Ali Sami Yen          | 22 800     |
| Gaziantepspor  | Kamil Ocak Stadı              | 16 981     |
| Gençlerbirliği | Estádio 19 de Maio de Ancara  | 19 209     |
| Göztepe        | Estádio Atatürk de Esmirna    | 51 295     |
| İstanbulspor   | Bahçelievler Stadyumu         | 4 491      |
| Kocaelispor    | İzmit İsmetpaşa Stadyumu      | 15 462     |
| Malatyaspor    | Malatya Inönü Stadi           | 13 000     |
| Rizespor       | Rize Atatürk Stadı            | 10 459     |
| Samsunspor     | Samsun 19 Mayis Stadyumu      | 12 720     |
| Trabzonspor    | Estádio Hüseyin Avni Aker     | 20 369     |
| Yozgatspor     | Bozok Stadyumu                | 8 260      |

## Classificação Geral
Atualizado em 4 de maio de 2002

### Nota
*Como vencedor da Copa da Turquia dessa temporada, o Kocaelispor assegurou vaga para disputar a Copa da UEFA de 2002–03.
| Campeão Turco 2001–02    |
| ------------------------ |
| Galatasaray (15º título) |

## Resultados
| Mandante \ Visitante | ANT | BJK | BUR | ÇYR | DEN | DYB | FNB | GAL | GAZ | GEN | GÖZ | İST | KOC | MAL | AGÜ | SAM | TRA | YOZ |
| -------------------- | --- | --- | --- | --- | --- | --- | --- | --- | --- | --- | --- | --- | --- | --- | --- | --- | --- | --- |
| Antalyaspor          | —   | 1–4 | 3–0 | 2–2 | 1–0 | 0–0 | 0–1 | 1–1 | 3–3 | 2–2 | 2–0 | 2–0 | 2–0 | 2–1 | 1–8 | 1–1 | 4–2 | 3–3 |
| Beşiktaş             | 0–0 | —   | 2–1 | 2–1 | 2–2 | 4–0 | 0–2 | 2–2 | 3–1 | 1–0 | 1–2 | 0–1 | 4–2 | 3–1 | 1–2 | 0–0 | 1–2 | 4–2 |
| Bursaspor            | 0–1 | 2–2 | —   | 1–0 | 3–3 | 2–1 | 0–1 | 5–0 | 0–2 | 0–1 | 0–0 | 1–2 | 2–1 | 1–0 | 2–1 | 2–1 | 2–2 | 3–1 |
| Rizespor             | 1–1 | 1–3 | 3–1 | —   | 3–1 | 2–0 | 1–2 | 3–6 | 1–0 | 1–2 | 0–0 | 1–1 | 0–0 | 0–0 | 3–2 | 1–0 | 1–1 | 1–1 |
| Denizlispor          | 3–2 | 3–3 | 0–0 | 1–2 | —   | 2–1 | 1–2 | 1–1 | 5–2 | 4–1 | 2–1 | 1–1 | 4–0 | 4–1 | 3–4 | 4–1 | 2–1 | 5–0 |
| Diyarbakirspor       | 3–1 | 0–0 | 2–3 | 1–0 | 3–0 | —   | 2–1 | 0–0 | 2–3 | 1–2 | 1–2 | 1–0 | 1–1 | 0–0 | 2–1 | 1–1 | 3–1 | 1–1 |
| Fenerbahçe           | 3–2 | 1–2 | 3–1 | 2–1 | 2–1 | 3–1 | —   | 1–0 | 4–1 | 2–0 | 3–0 | 2–0 | 3–0 | 2–2 | 4–1 | 3–0 | 3–0 | 1–0 |
| Galatasaray          | 2–1 | 1–0 | 2–1 | 4–1 | 1–0 | 5–1 | 2–0 | —   | 2–0 | 3–1 | 4–1 | 4–1 | 5–1 | 1–0 | 2–0 | 2–0 | 3–1 | 5–0 |
| Gaziantepspor        | 2–3 | 1–0 | 5–2 | 0–2 | 0–0 | 0–1 | 0–2 | 1–1 | —   | 5–0 | 4–0 | 2–2 | 3–5 | 1–0 | 1–1 | 1–0 | 5–2 | 3–2 |
| Gençlerbirliği       | 1–0 | 1–1 | 3–2 | 2–2 | 4–2 | 4–4 | 1–1 | 1–3 | 1–1 | —   | 0–1 | 0–1 | 2–2 | 1–2 | 0–1 | 2–2 | 1–1 | 3–2 |
| Göztepe              | 0–0 | 0–6 | 2–0 | 2–3 | 1–1 | 3–1 | 0–5 | 2–0 | 1–3 | 1–1 | —   | 0–0 | 3–0 | 2–1 | 2–1 | 2–1 | 4–2 | 0–0 |
| İstanbulspor         | 4–1 | 1–2 | 3–0 | 3–1 | 1–1 | 1–0 | 1–0 | 0–2 | 0–1 | 0–0 | 0–0 | —   | 0–1 | 1–0 | 1–2 | 0–1 | 2–1 | 2–0 |
| Kocaelispor          | 3–1 | 0–2 | 1–2 | 2–1 | 2–1 | 3–1 | 3–3 | 0–2 | 0–0 | 0–1 | 2–0 | 2–0 | —   | 2–0 | 4–4 | 0–1 | 1–0 | 4–3 |
| Malatyaspor          | 2–1 | 0–1 | 2–1 | 2–1 | 0–0 | 1–3 | 1–3 | 0–2 | 1–1 | 1–0 | 3–1 | 2–0 | 2–1 | —   | 4–1 | 1–3 | 1–0 | 2–1 |
| Ankaragücü           | 2–0 | 3–4 | 0–1 | 1–1 | 1–1 | 1–1 | 3–2 | 2–1 | 1–1 | 2–5 | 4–2 | 4–2 | 2–0 | 6–0 | —   | 2–0 | 4–2 | 1–1 |
| Samsunspor           | 2–0 | 2–1 | 2–3 | 1–0 | 3–4 | 0–0 | 1–0 | 0–1 | 2–1 | 0–2 | 1–2 | 0–1 | 0–0 | 1–1 | 2–0 | —   | 1–2 | 0–0 |
| Trabzonspor          | 2–0 | 0–5 | 5–0 | 2–1 | 2–2 | 0–2 | 2–1 | 0–2 | 2–1 | 0–0 | 3–0 | 2–0 | 1–2 | 0–0 | 2–2 | 1–2 | —   | 2–0 |
| Yozgatspor           | 3–2 | 1–3 | 3–4 | 2–1 | 0–1 | 2–0 | 1–2 | 3–3 | 1–2 | 0–2 | 1–1 | 1–1 | 4–0 | 3–0 | 0–2 | 2–0 | 2–3 | —   |

## Artilheiros
Atualizado em 4 de maio de 2002
| Pos. | Jogador            | Clube                      | Gols |
| ---- | ------------------ | -------------------------- | ---- |
| 1    | Arif Erdem         | Galatasaray                | 24   |
| 1    | İlhan Mansız       | Beşiktaş                   | 24   |
| 3    | Augustine Ahinful  | Ankaragücü                 | 19   |
| 4    | Serhat Akın        | Fenerbahçe                 | 16   |
| 4    | Veysel Cihan       | Denizlispor                | 16   |
| 6    | Ahmed Hassan       | Denizlispor Gençlerbirliği | 14   |
| 7    | Haim Revivo        | Fenerbahçe                 | 13   |
| 7    | Okan Yılmaz        | Bursaspor                  | 13   |
| 7    | Emmanuel Tetteh    | Rizespor                   | 13   |
| 10   | Ahmet Dursun       | Beşiktaş                   | 12   |
| 10   | Fatih Tekke        | Gaziantepspor              | 12   |
| 10   | Maksim Romaschenko | Gaziantepspor              | 12   |